# Isaiah Blackmon
Isaiah Michael Blackmon (Charlotte, Carolina del Norte; 8 de marzo de 1996) es un exbaloncestista estadounidense. Con 1,85 metros de estatura, jugaba en la posición de escolta .

## Trayectoria deportiva

### Universidad
Jugó cinco temporadas con los Red Flash de la Universidad Saint Francis, en las que promedió 14,0 puntos,  4,5 rebotes, 1,3 asistencias y 1,1 robos de balón por partido, aunque en su temporada júnior solo pudo disputar tres partidos debido a una grave lesión en la rodilla. Fue incluido en 2017 en el tercer mejor quinteto de la Northeast Conference, mientras que en 2020 lo fue en el primero, siendo además elegido Jugador del Año de la conferencia.

#### Estadísticas
| Año     | Equipo        | PJ  | PT | MPP  | %TC  | %3P  | %TL  | RPP | APP | ROB | TPP | PPP  |
| ------- | ------------- | --- | -- | ---- | ---- | ---- | ---- | --- | --- | --- | --- | ---- |
| 2015–16 | Saint Francis | 19  | 4  | 22.6 | .538 | .400 | .711 | 3.4 | 1.3 | 1.0 | .3  | 9.7  |
| 2016–17 | Saint Francis | 31  | 21 | 27.3 | .478 | .500 | .735 | 4.4 | 1.4 | 1.0 | .1  | 13.7 |
| 2017–18 | Saint Francis | 3   | 3  | 28.0 | .432 | .300 | .727 | 3.0 | 1.0 | 1.7 | .3  | 14.3 |
| 2018–19 | Saint Francis | 32  | 19 | 29.0 | .406 | .380 | .726 | 4.8 | .9  | 1.1 | .3  | 12.2 |
| 2019–20 | Saint Francis | 30  | 30 | 34.1 | .449 | .412 | .832 | 5.3 | 1.5 | 1.7 | .3  | 18.8 |
| Total   | Total         | 115 | 77 | 28.8 | .454 | .420 | .762 | 4.5 | 1.3 | 1.2 | .3  | 14.0 |

### Profesional
El 3 de julio de 2020 firmó su primer contrato profesional con el Beşiktaş Sompo Japan de la BSL turca.